# Silly-en-Gouffern
Silly-en-Gouffern är en kommun i departementet Orne i regionen Normandie i nordvästra Frankrike. Kommunen ligger i kantonen Exmes som tillhör arrondissementet Argentan. År 2018 hade Silly-en-Gouffern 398 invånare.

## Befolkningsutveckling
Antalet invånare i kommunen Silly-en-Gouffern
| Referens: INSEE |